# Chrzanowo (województwo warmińsko-mazurskie)
Chrzanowo (niem. Chrzanowen) – wieś w Polsce położona w województwie warmińsko-mazurskim, w powiecie ełckim, w gminie Ełk.
W latach 1975–1998 miejscowość administracyjnie należała do województwa suwalskiego.

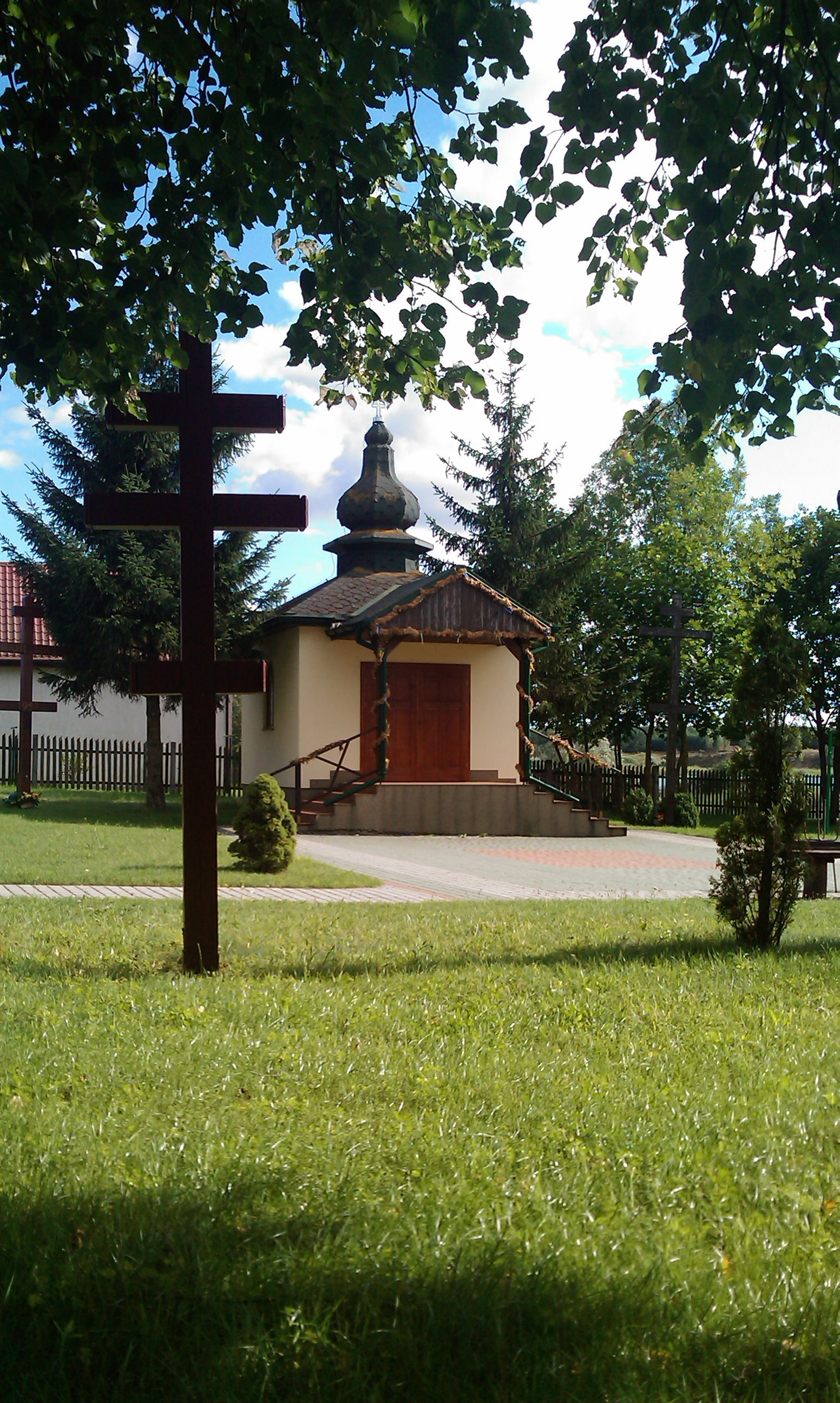

We wsi Chrzanowo znajduje się Cerkiew Greckokatolicka pw. św. Piotra i Pawła w której co roku 12 lipca odbywa się uroczyste nabożeństwo z udziałem wyższego duchowieństwa. Cerkiew funkcjonuje od 1947 roku w wyremontowanym budynku szkoły przedwojennej w Chrzanowie.
Zobacz też: Chrzanowo, Chrzanowo-Bronisze, Chrzanów